# Psychotria cyanococca
Psychotria cyanococca är en måreväxtart som beskrevs av Berthold Carl Seemann och Dombrain. Psychotria cyanococca ingår i släktet Psychotria och familjen måreväxter. Inga underarter finns listade i Catalogue of Life.